# آق‌مول
آق‌مول (به لاتین: Akmol) به معنی پیشوای بزرگ یک زیستگاه انسانی در قزاقستان است که در شهرستان تسلینوگراد واقع شده‌است.

## خصوصیات
آق‌مول  ۵٬۷۶۹ نفر جمعیت دارد.